# Merica aqualica
Merica aqualica is een slakkensoort uit de familie van de Cancellariidae. De wetenschappelijke naam van de soort is voor het eerst geldig gepubliceerd in 1986 door Petit & Harasewych.